# Anders Gråsten
Anders Gråsten, född 2 augusti 1694 i Linköping, död 10 april 1761 i Fornåsa socken, var en svensk präst.

## Biografi
Anders Gråsten föddes 1694 i Linköping. Han var son till handlanden Johan Andersson Gråsten och Anna Ulricsdotter. Gråsten studerade i Linköping och blev 26 april 1717 student vid Uppsala universitet, där han var musikstipendiat 1717–1723 under directores musices Christian Zellinger och Eric Burman. Han tilldelades venia docendi i Linköping 5 mars 1724. Gråsten blev 8 december 1725 kollega i Linköping och prästvigdes 18 december samma år. Han var även subkantor från 1732. Gråsten blev 7 april 1736 kyrkoherde i Fornåsa församling och tillträdde 1737. Han avled 1761 i Fornåsa socken och begravdes i Fornåsa kyrka 22 april samma år av kyrkoherden Nathanael Alfving i Björkebergs socken. Stoftet efter honom sattes ner 25 april samma år i familjegraven i Linköpings domkyrka.

### Familj
Gråsten gifte sig 24 december 1725 med Catharina Ruth (1694–1756). Hon var dotter till en kamrerare i Stockholm. De fick tillsammans barnen Anna Stina (1729–1805), Vendela Catharina (1730–1731), Johan (1732–1797) och Eva Catharina (1733–1734).